# Mycetophagus confusus
Mycetophagus confusus är en skalbaggsart som beskrevs av Horn 1878. Mycetophagus confusus ingår i släktet Mycetophagus och familjen vedsvampbaggar. Inga underarter finns listade i Catalogue of Life.